# Regionalprinzip
Das Regionalprinzip stammt aus dem öffentlichen Recht und betrifft die Rechtsbeziehung zwischen den öffentlichen Trägern und ihren öffentlich-rechtlichen Sparkassen, denen weitgehend verboten ist, außerhalb ihres Geschäftsgebiets Kreditgeschäfte zu betreiben.

## Allgemeines
Das Regionalprinzip stammt aus der Begrenzung der gemeindlichen Tätigkeit auf ihr Gemeindegebiet, nur dort hat eine Gemeinde Gebietshoheit. Dieses kommunale Regionalprinzip wurde durch das Sparkassenrecht aufgegriffen auch für die kommunalen Sparkassen eingeführt. Durch das Regionalprinzip wird bei Sparkassen eine horizontale Arbeitsteilung und Marktbearbeitung erreicht und der Wettbewerb zwischen mehreren Sparkassen innerhalb einer Gemeinde weitgehend ausgeschlossen. Das Regionalprinzip verhindert somit die so genannte Anstaltskonkurrenz mehrerer Sparkassen und daraus resultierende unzulässige Sparkassengemengelagen. Damit dient das Regionalprinzip auch dem Gebietsschutz.

## Rechtsfragen
Rechtsgrundlagen sind die regionalen Sparkassengesetze (SpkG) und die Satzungen der Sparkassen. Nach § 3 SpkG NRW ist das Regionalprinzip auf das Kreditgeschäft und Kapitalbeteiligungen der Sparkassen an anderen Unternehmen beschränkt, Einlagen dürfen dagegen auch von Kunden außerhalb des Geschäftsgebiets angenommen werden. Kreditnehmer und Unternehmen müssen ihren Wohn- oder Geschäftssitz oder ihre Niederlassung im Geschäftsgebiet haben. Es gibt hiervon eng begrenzte Legalausnahmen wie etwa Derivate und speziell Kreditderivate, die auch mit Kontrahenten außerhalb des Geschäftsgebiets abgeschlossen werden dürfen.
Das Regionalprinzip ist für die öffentlichen Sparkassen in fast allen Bundesländern gesetzlich vorgegeben. Ausnahmen bilden Hamburg, Hessen und Schleswig-Holstein, die über teilweise relativ große, privatwirtschaftlich verfasste freie Sparkassen verfügen. In Hamburg gibt es kein Sparkassengesetz, in Hessen und Schleswig-Holstein nimmt das Gesetz auf das Tätigkeitsgebiet der Sparkassen Bezug, ohne es zu beschränken.
Der öffentliche Auftrag der Sparkassen bestand ursprünglich unter anderem darin, dass sie verschiedene Prinzipien beachteten, nämlich Beschränkung der Sparkassentätigkeit auf bestimmte Bankgeschäfte (Enumerationsprinzip), Bindung an die Region des Trägers (Regionalprinzip), Zusammenarbeit im Verbund der Sparkassen-Finanzgruppe (Verbundprinzip) und Unterordnung der kleineren lokalen/regionalen Institute unter größere überregionale Institute der Girozentralen und Landesbanken (Subsidiaritätsprinzip).
Die zweite Bankrechtskoordinierungsrichtlinie (Richtlinie 77/780/EWG vom 12. Dezember 1977 zur Koordinierung der Rechts- und Verwaltungsvorschriften über die Aufnahme und Ausübung der Tätigkeit der Kreditinstitute) tangierte mittelbar das Regionalprinzip. Sie legte fest, dass die in einem EU-Mitgliedstaat erteilte Banklizenz europaweit Gültigkeit hat. Dies schloss das Recht auf Einrichtung von Zweig- und Hauptstellen ein. Danach wären die Sparkassen europarechtlich befugt gewesen, auch Zweigstellen außerhalb ihres Geschäftsgebiets zu betreiben.

## Arten
Das Regionalprinzip gilt für kommunale Sparkassen und öffentliche Versicherer, nicht jedoch für freie Sparkassen und Privatversicherungen.
- Die Geschäftsgebiete öffentlich-rechtlicher Sparkassen sind in den regionalen Sparkassengesetzen und den Sparkassen-Satzungen durch das geltende Regionalprinzip auf das Gebiet ihres Trägers (Gemeinde, Gemeindeverband, Landkreis) begrenzt. Das hat zur Folge, dass sich auch sämtliche Zweigstellen der Sparkassen auf dem Gebiet des Trägers befinden müssen. Fremde Sparkassen dürfen sich im Geschäftsgebiet nicht betätigen, wohl aber andere Kreditinstitute. Eine Ausdehnung des Geschäftsgebiets ergibt sich unmittelbar aus Sparkassen-Fusionen als Folge einer Gemeindefusion oder Bildung eines Zweckverbands. Auch Gemeindegebietsreformen führen zu Übertragungen von Filialen zu einer anderen Sparkasse. Durch das strenge Regionalprinzip wird verhindert, dass konkurrierende Sparkassen als Wettbewerber auf demselben regionalen Markt auftreten.
- Auch die Geschäftsgebiete öffentlicher Versicherer sind in deren Satzungen festgelegt. Wegen der Zuständigkeit der Länder für die Ausgestaltung des öffentlich-rechtlichen Versicherungswesens ist das Regionalprinzip zu beachten, wodurch sich das Geschäftsgebiet auf das Gebiet des jeweiligen Bundeslandes beschränkt und eine räumliche Arbeitsteilung ermöglicht.[6] Das Regionalprinzip gestattet den öffentlichen Versicherern, auf ihrem Geschäftsgebiet insbesondere die Versicherungsart der Feuerversicherung, hier vor allem die Gebäude-Feuerversicherung, als Monopolversicherung (in Baden-Württemberg, Hamburg, Hessen, Teilen von Berlin, Niedersachsen und Rheinland-Pfalz) zu betreiben, wofür sie mit einem Bannrecht ausgestattet waren.[7] Der Versicherungsnehmer muss nicht im Geschäftsgebiet ansässig sein, wohl aber das versicherte Objekt. Beim Bannrecht bestand zwar keine Versicherungspflicht, im Falle der Versicherung eines Gebäudes musste diese jedoch bei einem öffentlichen Versicherer abgeschlossen werden (Versicherungsmonopol). Bannrecht und Versicherungspflicht wurden im Zuge der Deregulierung der öffentlichen Versicherer im Juli 1994 abgeschafft.

Auch Genossenschaftsbanken beachten das Regionalprinzip, das für sie allerdings nicht gesetzlich vorgeschrieben ist.

## Wirtschaftliche Aspekte
Die Mittel der Sparkassen sollen in erster Linie zur Förderung der regionalen Wirtschaft und Bevölkerung eingesetzt werden. Das Regionalprinzip gilt in seiner strengen Form nicht für das Passivgeschäft, so dass auch die von auswärts hereingenommenen Gelder das Kreditangebot für den regionalen Bereich erhöhen. Die Kreditnachfrage muss dagegen aus dem Geschäftsgebiet stammen. Das Regionalprinzip verhindert, dass die Finanzmittel ausschließlich in die Wachstumsregionen fließen und strukturschwachen Regionen somit die Entwicklungsmöglichkeit genommen wird. Bei öffentlichen Versicherungen sorgt das Bannrecht dafür, dass im Geschäftsgebiet der Versicherung liegende Gebäude bei ihnen versichert werden müssen, sofern sich der Versicherungsnehmer für eine Feuerversicherung entschließt.
Die Monopolkommission hat sich im XX-Hauptgutachten für eine kartellrechtliche Überprüfung des Bankenwettbewerbs ausgesprochen und sich für eine Abschaffung des Regionalprinzips gerade bei den Sparkassen ausgesprochen. Grund für die Kritik bei den Sparkassen ist, dass das Regionalprinzip in den Landesgesetzen als gesetzliches Zwangskartell normiert sei. Nach Ansicht der Monopolkommission gibt es keine wettbewerbliche Rechtfertigung für das Regionalprinzip. Es verstößt nach Auffassung der Kommission sogar gegen Art. 106 Abs. 1 AEUV. Danach ist es verboten, in Bezug auf öffentliche Unternehmen Maßnahmen zu treffen oder beizubehalten, die den europäischen Verträgen und insbesondere den Wettbewerbsregeln (Art. 101 ff. AEUV) widersprechen. Sparkassen sind
öffentliche Unternehmen im Sinne dieser Vorschrift.

## International
In Österreich fiel das Regionalprinzip für Sparkassen im Jahre 1979  fort. Seitdem besteht absolute Niederlassungsfreiheit.
In der Schweiz gibt die Fläche eines Kantons üblicherweise auch das Geschäftsgebiet der Kantonalbanken vor, was aber im Einzelfall die Gründung von Filialen in anderen Kantonen oder im Ausland nicht hindert. Ein strenges Regionalprinzip wie in Deutschland gibt es nicht. So sieht beispielsweise § 3 Kantonalbankgesetz für die Basellandschaftliche Kantonalbank vor, dass der geographische Geschäftskreis der Bank sich auf die Wirtschaftsregion Nordwestschweiz erstreckt; Geschäfte in der übrigen Schweiz und im Ausland sind zulässig, soweit der Bank daraus keine besonderen Risiken erwachsen und die Befriedigung der Geld- und Kreditbedürfnisse im Kanton nicht beeinträchtigt wird.